# 亨德斯赫勒 (肯塔基州)
亨德斯赫勒（英語：Hunters Hollow），是美国肯塔基州布利特郡的一座城市。面积约为0.3平方公里（0.1平方英里）。根据2010年美国人口普查，该市的人口为386人。